# Beacon, Iowa
Beacon är en ort i Mahaska County i Iowa. Vid 2010 års folkräkning hade Beacon 494 invånare.

## Kända personer från Beacon
- William S. Beardsley, politiker